# IC 844
IC 844 ist eine linsenförmige Galaxie vom Hubble-Typ S0 im Sternbild Zentaur am Südsternhimmel. Sie ist schätzungsweise 124 Millionen Lichtjahre von der Milchstraße entfernt.
Das Objekt wurde am 13. Mai 1887 vom US-amerikanischen Astronomen Frank Muller entdeckt.